# Thinophilus panamensis
Thinophilus panamensis är en tvåvingeart som beskrevs av Van Duzee 1929. Thinophilus panamensis ingår i släktet Thinophilus och familjen styltflugor.
Artens utbredningsområde är Panama. Inga underarter finns listade i Catalogue of Life.